# Elmo Hope
St. Elmo Sylvester Hope (genannt "Mo") (* 27. Juni 1923 in New York City; † 19. Mai 1967) war ein US-amerikanischer Jazzpianist.

## Leben und Wirken
Elmo Hope wuchs in New York auf, lernte schon früh Klavierspiel und gewann einige Preise mit Solo-Vorträgen. Bud Powell war ein Jugendfreund von ihm; beide verbrachten viel Zeit mit dem Hören von Klassikplatten. Hope ging einige Jahre mit der Rhythm-and-Blues-Band von Joe Morris auf Tournee, in der auch Philly Joe Jones spielte, und arbeitete ab 1953 mit Sonny Rollins, Clifford Brown (Memorial Album 1953), Lou Donaldson und Jackie McLean. 1957 spielte er mit Chet Baker und zog, nachdem er wegen Drogenmissbrauchs seine Spielerlaubnis verloren hatte, nach Los Angeles. Er trat mit Lionel Hampton auf und wirkte bei Platten von Harold Land und Curtis Counce mit. Er nahm auch selber mit Frank Foster, John Coltrane, Hank Mobley, Art Blakey, Paul Chambers und Philly Joe Jones auf. Nach New York kehrte er 1961 zurück, hatte aber nun weniger Auftrittsmöglichkeiten. Im gleichen Jahr nahm er noch eine Duoplatte mit Bertha Hope, seiner Frau, auf.
Der hauptsächlich Bebop und Hardbop spielende Hope gilt als sehr individueller Stilist. Pianisten wie Frank Hewitt oder Sacha Perry haben seinen Einfluss auf ihr Spiel besonders betont. Seine Kompositionen führten einige Fans und Kritiker wie David H. Rosenthal dazu, ihn auf die gleiche Stufe wie Bud Powell, Thelonious Monk oder Herbie Nichols zu stellen.

## Diskographische Hinweise
- Trio and Quintet (Blue Note Records, 1953–57) mit Stu Williamson, Harold Land, Frank Foster, Percy Heath, Leroy Vinnegar, Frank Butler, Philly Joe Jones
- Meditations (OJC, 1958) mit John Ore, Willie Jones
- All Star Sessions (OJC, 1956–1961) mit Donald Byrd, Blue Mitchell, John Coltrane, Jimmy Heath, Hank Mobley, Percy Heath
- Plays his Original Compositions (Fresh Sound Records, 1961) mit Paul Chambers, Butch Warren, Granville Hogan, Philly Joe Jones
- Homecoming! (Riverside/OJC, 1961) mit Blue Mitchell, Jimmy Heath, Frank Foster, Percy Heath, Philly Joe Jones
- Hope-ful (OJC, 1961) mit Bertha Hope
- The Final Sessions (Evidence, 1966) John Ore, Clifford Jarvis, Philly Joe Jones

## Trivia
Der österreichische Saxophonist Herwig Gradischnig und der deutsche Pianist Claus Raible legten 2016 gemeinsam mit dem griechischen Bassisten Giorgos Antoniou und den Briten Steven Fishwick (Trompete) und Matt Home (Schlagzeug) eine bemerkenswerte CD mit der Musik Elmo Hopes – searching for Hope – vor.